# Bally Entertainment
Pour les articles homonymes, voir Bally.
Bally Entertainment Corporation (tout au long  de son histoire, l'entreprise a été appelée simplement Bally) est une entreprise américaine fondée en 1931 (sous l’appellation Lion Manufacturing) qui exerce son activité dans la fabrication de flippers. Dès 1932, Lion est renommée Bally Manufacturing Corporation. L'entreprise s'est diversifiée par la suite pour rentrer dans l'industrie des machines à sous, des jeux vidéo (rachat de Midway Manufacturing Company), et dans le domaine des casinos, des clubs de santé et des parcs à thèmes. En 1992, l'entreprise est rebaptisée Bally Entertainment. L'entreprise a été rachetée par le groupe Hilton Hotels en 1996. Le nom de la marque « Bally » est encore utilisé par plusieurs entreprises liées à Bally Manufacturing antérieurement au rachat, notamment Bally Technologies.

## Historique

### Années 1930
Bally Manufacturing est une entreprise fondée par Raymond Moloney le 10 janvier 1932 à Chicago dans l'Illinois.
Mais auparavant en 1931, Ray Moloney, le distributeur de Gottlieb avait du mal à fournir des stocks du jeu d'arcade Baffle Ball pour les revendre. Frustré de ce manque, il en profite pour fonder Lion Manufacturing en 1931 pour produire un jeu de sa propre conception, Ballyhoo, nommé d'après un magazine populaire humoristique. Le jeu est devenu un succès. Son plus grand plateau de jeu et dix trous l'ont rendu plus difficile que Baffle Ball. Le succès est immédiat avec la vente de 50 000 unités en 7 mois. Moloney a finalement changé le nom de son entreprise au début de l'année 1932 pour Bally Manufacturing (Ballyhoo) pour refléter le succès du jeu. Les premières machines étaient relativement petites, mécaniquement simples et conçues pour être placées sur un comptoir ou une table. Un journal interne à l'entreprise Bally a longtemps existé sous l'appellation Bally Who, jeu de mots avec Ballyhoo.
Bally Manufacturing devient un des principaux fabricants dans l'industrie du flipper grâce à Ballyhoo et plusieurs titres du milieu des années 1930 comme Goofy, Airway ainsi que les innovants Rocket et Bumper (qui est le premier flipper à posséder des « bumpers »).
En avril 1935, Bally transfère ses activités dans une usine plus moderne au 2640 Belmont Avenue à Chicago. Cette usine devient le siège de l'entreprise pour 48 années consécutives.
En 1936, Moloney décide d'introduire Bally Manufacturing dans l'industrie des machines à sous. La même année, l’entreprise commercialise Bally Baby, la première machine à sous qui connaîtra une longue lignée de machines à succès. À la fin des années 1930, l'entreprise commence à produire des équipements et pièces détachées pour les machines à sous, et connait un très grand succès en développant et améliorant les machines à sous mécaniques qui étaient le noyau de l'industrie naissante du jeu d'argent.

### Années 1940
Pendant le Seconde Guerre mondiale, l'entreprise fabrique des munitions et des pièces d'avion, puis reprend ses activités premières après le conflit mondial, notamment en créant des innovations pour les flippers et les machines à sous jusqu'à la fin des années 1950, ainsi que des distributeurs automatiques et dont un service de vente de café (filiale nommée Bally Vending Company).
Bally Manufacturing popularise l'utilisation des batteurs (introduits par Gottlieb avec son flipper Humpty Dumpty en 1947) dans les flippers.

### Années 1950
Bally Manufacturing fait une expérience dans le domaine de l'industrie musicale avec leur propre label, Bally Records,, pressentant un besoin de fournir des disques à l'industrie des phonographes automatiques (juke-box). Lancé en 1955 avec beaucoup de publicité, la filiale musicale de Bally produit plusieurs artistes, mais a une existence très courte et les derniers disques ont été produits en 1957.

### Années 1960
Ray Moloney meurt le 26 février 1958 et l'entreprise connait quelques difficultés. Les années suivant la disparition de Ray Moloney, Bally Manufacturing connait une lente récession. Les deux fils de Ray Moloney, Ray Jr. et Donald, vont essayer de sauver l'entreprise en cherchant de nouveaux marchés pour financer la recherche et le développement ; ils vendent Bally Vending Company leur division de distributeur de café à Seeburg en 1961. Mais cette vente ne suffit pas et par ailleurs, les fils Moloney tentent en vain, de convaincre les banquiers d'un nouveau prêt financier, dans le but de développer une nouvelle génération de machines à sous. Le 17 juin 1963 toutes les parts de la Bally Manufacturing Corporation sont soldées pour 2 850 000 $.
En 1963, un groupe d'investisseur rachete les parts de Bally Manufacturing. Le leader de ce groupe d'investisseurs est un ancien collaborateur de Moloney, Bill O'Donnell, qui devient le nouveau président de Bally Manufacturing. O'Donnell développe la division machines à sous de Bally Manufacturing, ce qui permet de sortir de la crise. Tout au long des années 1960, Bally Manufacturing continu à dominer l'industrie de machine à sous, acculant plus de 90 % du marché mondial à la fin de la décennie.

Logo du Slot Data System

En 1964, Bally a commercialise sa première machine à sous électromécanique, appelée le Money Honey qui connait un très grand succès. Bally Manufacturing créé le SDS (Slot Data System), un système couplé à un ordinateur qui empêche la triche. Pendant près d'une dizaine d'années, la gamme de machines à sous Money Honey et ses déclinaisons deviennent les produits phare de la section casinos de Bally Manufacturing.
En mars 1968, Bally Manufacturing devient une société cotée en bourse et fait plusieurs rachats d'entreprises comme Midway Manufacturing Company, un fabricant américain de jeux de parc d'attractions et Lenc-Smith, une entreprise d'ébénisterie et la société allemande Guenter Wulff-Apparatebau (créée en 1950, renommée Bally Wulff).
À la suite du rachat de Midway Manufacturing Company, Bally Manufacturing engage Samuel Stern, président exécutif de Williams Electronic Manufacturing Company.
En 1969, Bally Manufacturing rachète au belge Alexander Wilms sa société de distribution belge (fondée en 1949), qui distribue déjà les produits Bally en Europe depuis plusieurs années. Bally Continental, Ltd., N.V. est créé et distribue les jeux d'arcade et les machines à sous Bally en Europe, en Afrique et au Moyen-Orient,.

### Années 1970
En 1971, Bally Manufacturing rachète une entreprise indépendante du groupe appelée Bally Distributing qui distribuait des machines à sous Bally dans le Nevada. Une filiale française est créée et s'établit en 1971 dans la banlieue parisienne, Bally France s'installe à Saint-Ouen chargée de distribuer les produits Bally Manufacturing.
En 1974, Bally Manufacturing rachète les parts de American Amusements Incorporated, une chaine de salles d’arcade et la renomme Aladdin's Castle (Aladdin's Castle est séparé de sa maison mère en 1989 et devient indépendante, puis est racheté par Namco en 1989).
En 1975, Bally Distributing Company (fondée en 1967, l'entreprise distribuait des machines à sous Bally Manufacturing) est acheté pour un montant de 9.5 million de dollars auprès de William Si Redd (qui va fonder International Game Technology), devient une filiale, dans le but de distribuer les produits Bally, les machines à sous notamment,. À partir de cette année-là, Bally Manufacturing commence une période de records de ses résultats d'affaires. La filiale Bally Systems est créée en 1976 dans le but de développer et fabriquer les systèmes de sécurité des machines à sous,. En 1977, l'entreprise se diversifie dans les hôtels casinos. En 1978, l’entreprise termine son projet Park Place Casino & Hotel juste à temps pour que l'état du New Jersey statue sur les licences des opérateurs de casinos dans l'état, mais ne possède pas les droits définitifs pour lancer le casino. Pendant cette période, le président O'Donnell est obligé de démissionner en raison de leurs liens présumés avec le crime organisé, bien qu'il nie vigoureusement ces liens.
Bally Manufacturing ouvre finalement Park Place Casino & Hôtel le 29 décembre 1979,.
Robert Mullane, qui avait travaillé dans le domaine des valeurs mobilières et de l’industrie des distributeurs automatiques et qui avait rejoint Bally en 1971, est élu président du conseil de Bally Manufacturing en 1979.
En 1979, une filiale japonaise est créée sous le nom de Bally Electronics Company. L’entreprise publie seulement deux jeux vidéo au japon,,.
À la fin des années 1970, Bally Manufacturing a fait une entrée sur le marché des consoles de jeux à domicile grâce à un projet conçu par sa filiale Midway Manufacturing Company. La console Home Library Computer (appellation de l'époque, suivant les séries et évolutions, la console a porté différents noms, le dernier étant Astrocade) avait des capacités techniques avancées pour l'époque dont une palette de 256 couleurs et la possibilité de jouer de la musique 4 voix, ainsi que la particularité d'être un petit ordinateur simplifié. La console était livrée avec une cartouche qui permettait aux utilisateurs de faire un nombre limité de programmation eux-mêmes sur la machine (en utilisant le langage BASIC), et enregistrer leurs créations sur cassette. Le prix de vente de la machine était supérieur à celui de la console Atari 2600 (son principal concurrent) et disposait également d'une ludothèque plus limitée. Malgré un public fidèle, l'Astrocade ne réussit pas à rivaliser.

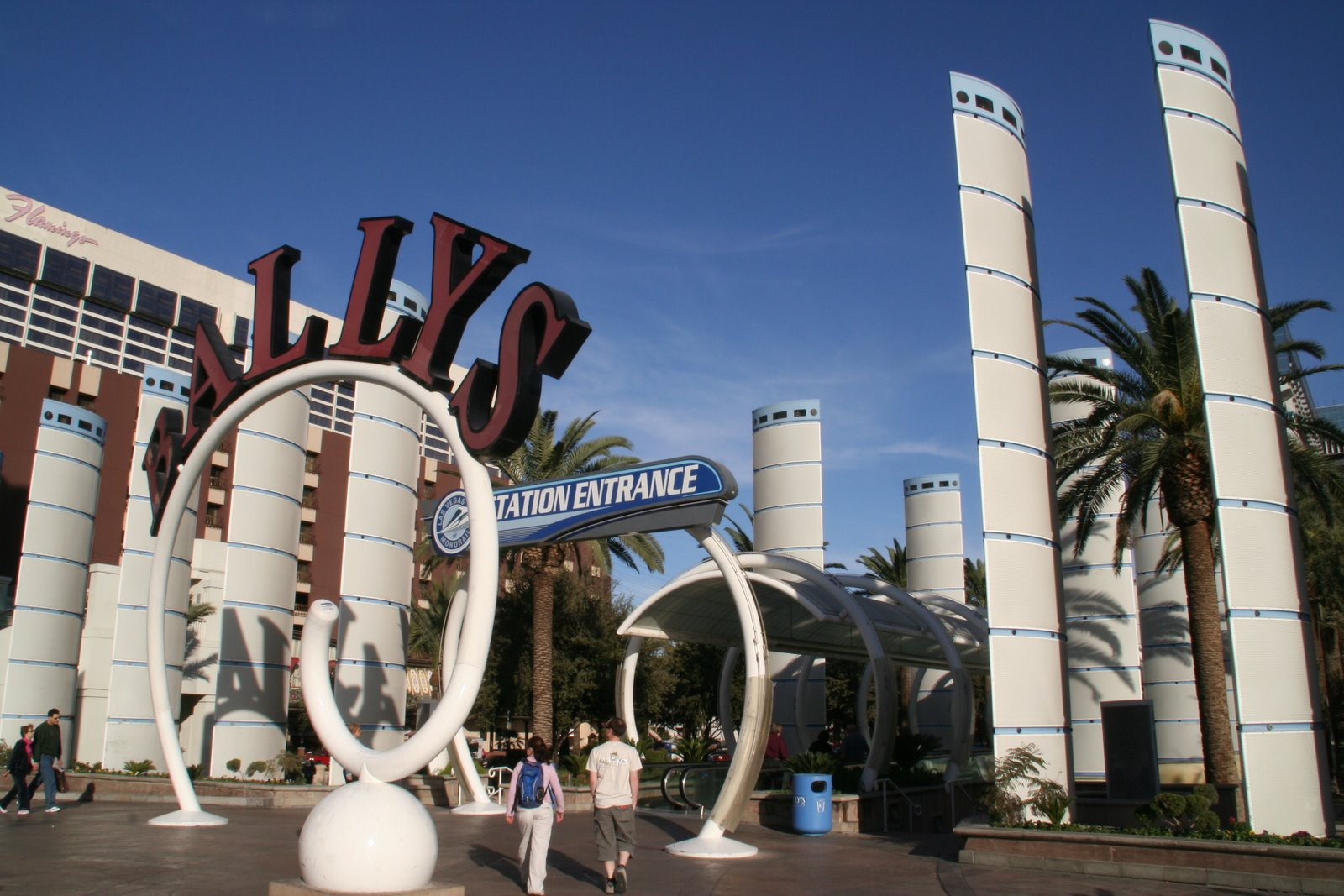
Le Bally's Las Vegas

### Années 1980
Au cours des années 1970 et au début des années 1980, Midway Manufacturing Company est devenu la principale source de revenus pour Bally Manufacturing, car la filiale est devenue fabricant de jeux d'arcade et a notamment obtenue les licences pour distribuer en Amérique du Nord et en Europe des titres à succès que sont Space Invaders, Pac-Man et de la suite non autorisée Ms. Pac-Man.
En 1981, Midway Manufacturing Company est fusionné avec la division flipper de Bally Manufacturing, donnant naissance à Bally Midway Manufacturing Company, Inc.
Vers le milieu des années 1980, l'entreprise a de nouveau eu un bilan solide et commence à racheter d'autres entreprises, notamment la chaîne de parcs d'attractions Six Flags en 1982 ; Six Flags Theme Parks Inc. est racheté par la Bally Construction Corporation pour 140 millions de $. Bally la revend en 1987, au fonds d'investissements Wesray Capitol et aux directeurs de Six Flags pour 610 millions de $. En 1983, Bally Manufacturing rachète Health and Tennis Corporation of America, une chaine de club de fitness et Lifecycle, un fabricant de vélo d'appartement. En mai 1984, la nouvelle filiale Bally Midway Manufacturing Company rachète Sente Technologies qui la renomme Bally Sente (disparition en 1988).
À partir de 1985, Bally Manufacturing achète également plusieurs Hôtel casinos dont le MGM Grand Hotel and Casino de Las Vegas (qui a ensuite été rebaptisé Bally's Las Vegas), le MGM Grand Reno de Reno, le Golden Nugget Atlantic City d'Atlantic City (plus tard renommé Bally's Grand Hotel and Casino et plus tard The Grand-A Bally's Casino Resort). En 1986, une scission est opérée, la filiale Bally France devient indépendante. Cette expansion a rapidement pesé sur les finances de Bally Manufacturing qui est obligé de vendre Six Flags en 1987 et Bally Midway Manufacturing Company est racheté par WMS Industries en 1988. Bally Manufacturing quitte l'industrie des jeux vidéo et des flippers.

### Années 1990

Logo de Bally Gaming

Health and Tennis Corporation of America et Lifecycle se développent au cours des années 1980 et 1990, en 1995 elles sont regroupées dans la filiale Bally Total Fitness.
En 1992, Bally Manufacturing change de direction puis est renommé Bally Entertainment Corporation, se centre sur l'activité de club de santé et revend une partie ses filiales de fabrication de jeux. Une restructuration de l'entreprise massive est lancée. Bally Gaming International, Inc.est créé. Aladdin's Castle est revendu à Namco en 1993. La société retourne à ses racines, la fabrication de machines à sous.
En 1993, la division fabrication d'équipement de fitness était l'un des leaders du marché, mais Bally Entertainment est obligé de revendre une partie de sa branche sport, Life Fitness y-compris les machines Life Cycle, Life Step et Life Rower à Brunswick Corporation.
En décembre 1996, Bally Entertainment est racheté par Hilton Hotels (plus tard, la division casino de Hilton Hotels devient Park Place Entertainment, plus tard Caesars Entertainment et en 2005 racheté par Harrah Entertainment. Auparavant, Hilton Holdings avait fusionné Bally Gaming International en 1989, racheté Bally Distributing Company en 1982, Bally Distributing of Nevada en 1992, Bally Gaming en 1991. En 1996, une scission est opérée et la filiale Bally Total Fitness devient indépendante.

## Marque et logo Bally
Beaucoup de casinos et les entreprises à travers le monde ont pris le nom et le logo Bally. Midway a continué à utiliser le nom Bally pour ses flippers, jusqu'à ce que WMS Industries (maison mère de Williams Electronics Games) cesse la production de flipper en 1999. Le 31 mars 2005, WMS Industries conclu un accord de licence avec l'entreprise australienne The Pinball  donnant les propriétés intellectuelles et les droits de re-fabriquer d'anciens flippers Bally Williams. En outre, The Pinball Factory a également acheté le droit de fabriquer de nouveaux jeux utilisant son matériel moderne sous la marque Bally.
Alliance Gaming, qui avait acheté Bally Gaming en 1996,, puis plus tard change de nom pour celui de Bally Technologies en 2006. Bally Total Fitness et le distributeur Bally France utilisent toujours le même logo « Bally ».

## Liste des productions
De 1931 jusqu'en 1983, les productions sont estampillées de la marque Bally (Bally Manufacturing).
À Partir de 1983 jusqu'en 1988, les productions sont estampillées Bally Midway (Bally Midway Manufacturing Company).
De 1988 jusqu'en 1999, les productions sont estampillées Bally Midway ou Bally ou Midway, mais les productions sont réalisées par WMS Industries.

### Bally Wulff
Ces flippers électroniques ont été fabriqués par Bally Wulff en Allemagne sous licence Bally Manufacturing puis Bally Midway Manufacturing Company.
- Supersonic (1979)
- Beat the Clock (1985)
- Cybernaut (1986)
- Eight Ball Champ (1985)
- Fireball Classic (1986)
- Hardbody (1987)
- Karate Fight (1986)
- Lady Luck (1986)
- Motordome (1986)
- Party Animal (1987)
- Special Force Girls (1986)